# Тухолька
Ту́холька (англ. Tukholka) — село в Україні, в Стрийському районі Львівської області. Населення становить 955 осіб. Орган місцевого самоврядування — Козівська сільська рада.

## Географія

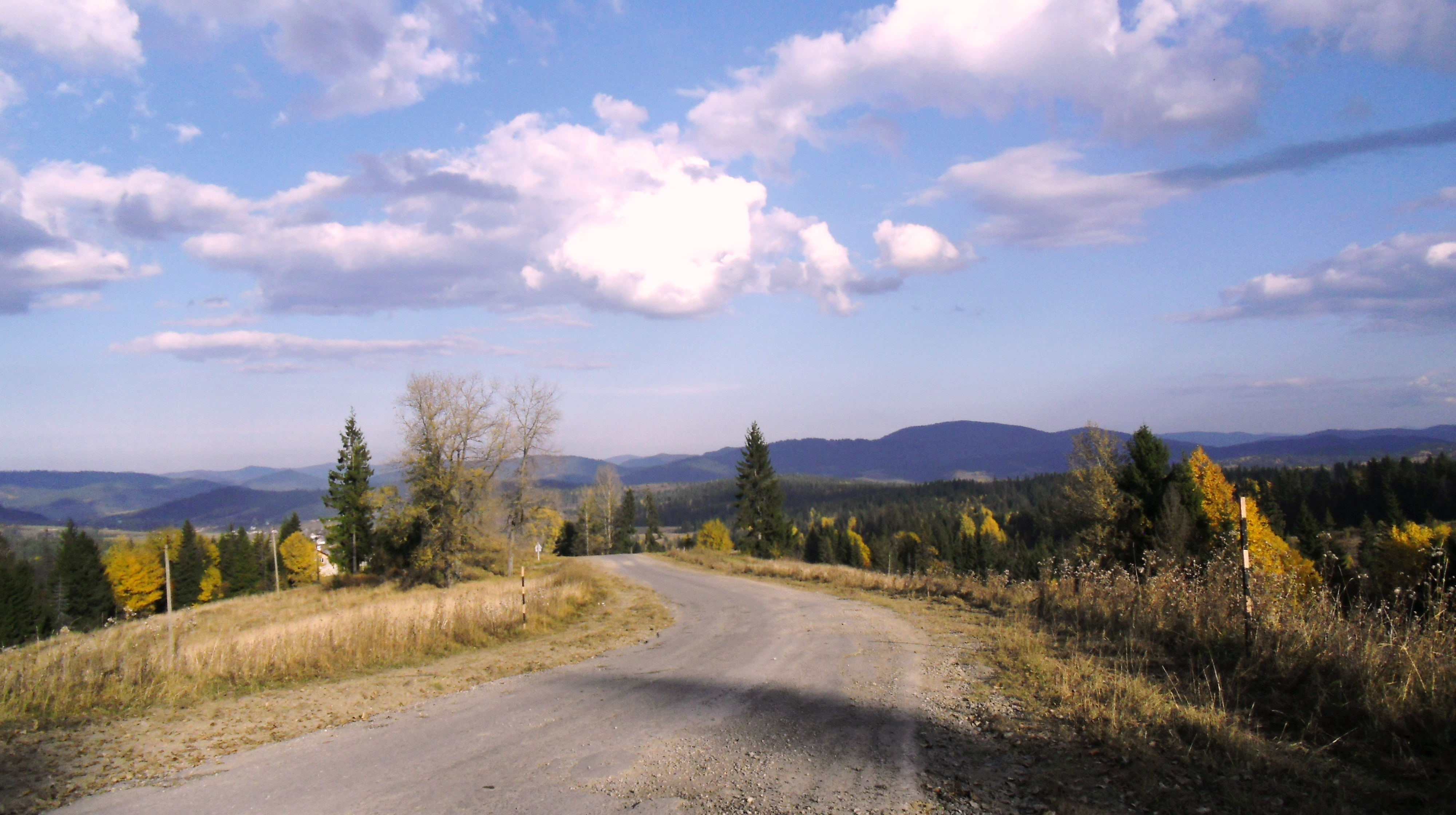
Тухолька та Сколівські Бескиди

Село розміщене в долині річки Бринівка, в оточенні Східних Бескидів, в межах Стрийсько-Сянської Верховини, яка охоплює верхів'я басейнів рр. Опір, Стрий, Дністер та Сян. З півночі село оточує гірський хребет Довжки (1056 м.), з півдня — хребет Бердо (1196 м).

## Населення
Згідно з переписом УРСР 1989 року чисельність наявного населення села становила 1000 осіб, з яких 478 чоловіків та 522 жінки.
За переписом населення України 2001 року в селі мешкало 955 осіб.

### Мова
Розподіл населення за рідною мовою за даними перепису 2001 року:
| Мова       | Відсоток |
| ---------- | -------- |
| українська | 99,27 %  |
| російська  | 0,63 %   |
| польська   | 0,10 %   |

## Пам'ятки архітектури
В селі збереглися дві пам'ятки архітектури Сколівського району.
- Церква Успіння Богородиці (дерев'яна) 1858 року;
- Дзвіниця ц-ви Успіння Богородиці (дерев'яна) 1862 року.

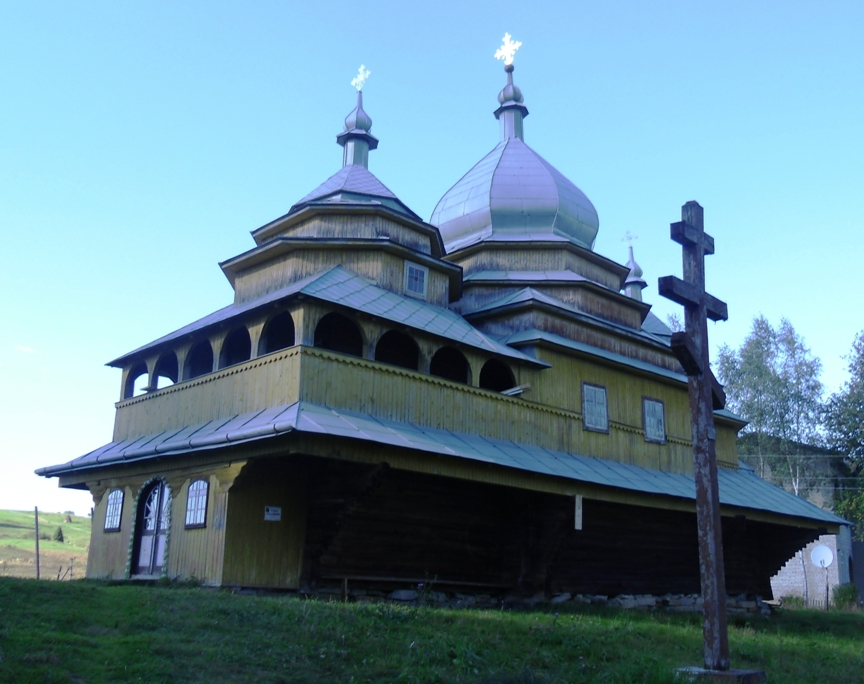
Церква Успіння Богородиці (дер.), с.Тухолька.
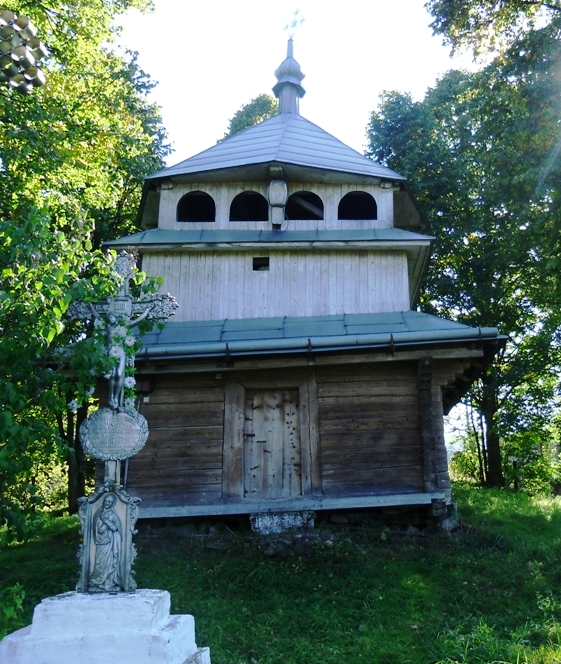
Дзвіниця церкви Успіння Богородиці(дер.), с.Тухолька.
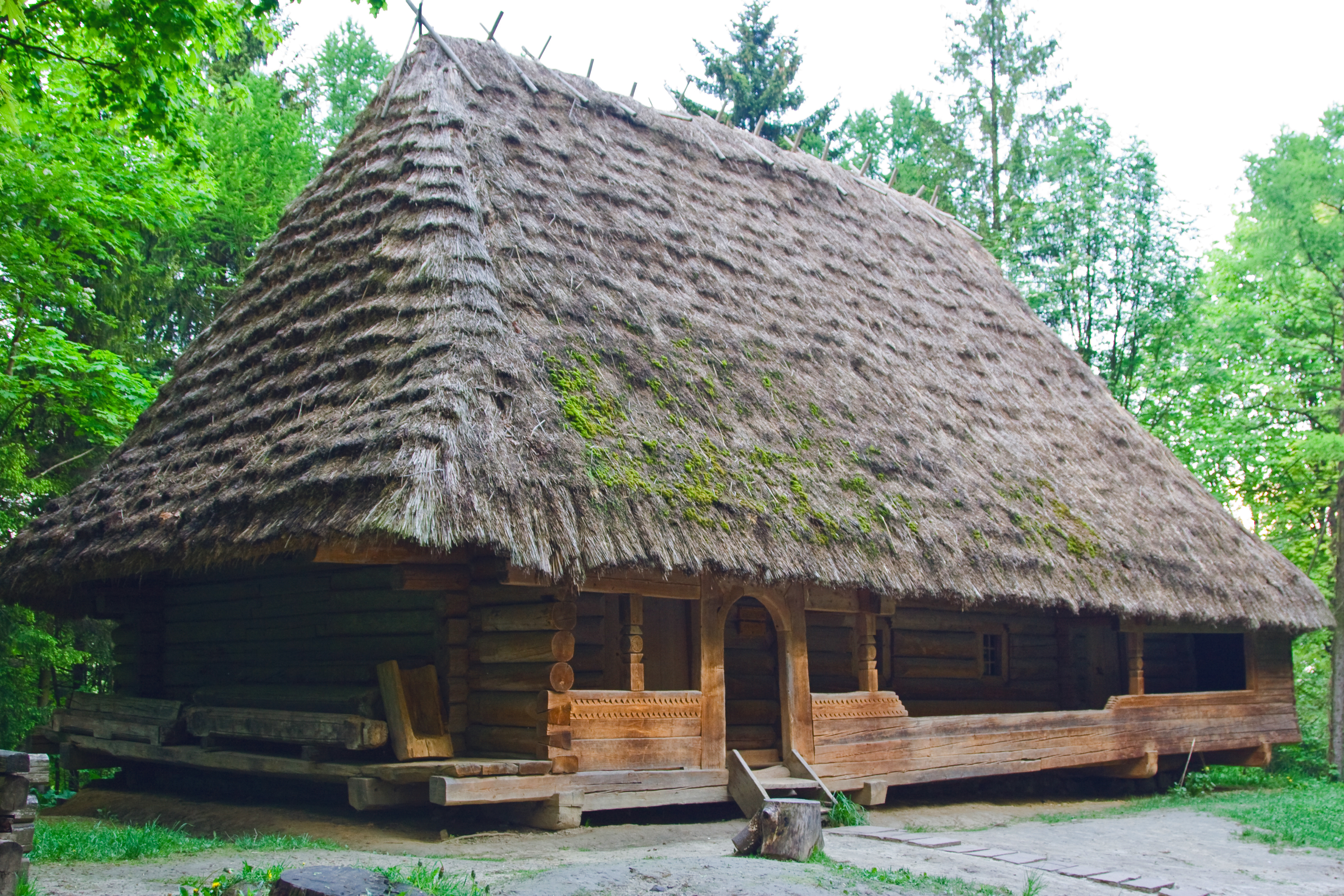
Хата, яка була привезена із Тухольки і знаходиться в Шевченківському гаю